# Partido judicial de Muros
El Partido judicial de Muros es uno de los 45 partidos judiciales en los que se divide la Comunidad Autónoma de Galicia, siendo el partido judicial n.º 12 de la provincia de La Coruña.
Comprende a las localidades de Carnota, Mazaricos, Muros y Outes.
La cabeza de partido y por tanto sede de las instituciones judiciales es Muros. La dirección del partido se sitúa en la Calle Curro da Plaza de la localidad. Muros cuenta con un Juzgado de Primera Instancia e Instrucción.